# Youm Jung-hwan
Dans ce nom coréen, le nom de famille, Youm, précède le nom personnel.
Youm Jung-hwan, né le 1er décembre 1985 et mort le 18 février 2014 d'une crise cardiaque, est un coureur cycliste sud-coréen.

## Palmarès sur route

### Par années
- 2005
  -  Champion d'Asie du contre-la-montre
- 2006
  - 2e du Prix des Vins Henri Valloton
- 2007
  -  Champion de Corée du Sud du contre-la-montre
  - 8e du championnat du monde du contre-la-montre "B"
- 2008
  -  Champion de Corée du Sud du contre-la-montre
- 2010
  - 5e du championnat d'Asie du contre-la-montre
- 2011
  - 2e du championnat de Corée du Sud du contre-la-montre
  - 3e du championnat de Corée du Sud sur route
- 2012
  -  Champion de Corée du Sud du contre-la-montre

### Classements mondiaux
| Année         | 2006 | 2007 | 2008 | 2009 | 2010 | 2011 | 2012 |
| ------------- | ---- | ---- | ---- | ---- | ---- | ---- | ---- |
| UCI Asia Tour | 97e  | 173e | nc   | nc   | 240e | nc   | 307e |

## Palmarès sur piste

### Championnats d'Asie
- Ludhiana 2005
  -  Champion d'Asie de poursuite par équipes (avec Jang Sun-jae, Park Sung-baek et Cho Hyun-ok)
  -  Médaillé d'argent de la course aux points
- Kuala Lumpur 2006
  -  Champion d'Asie de poursuite par équipes (avec Jang Sun-jae, Park Sung-baek et Kim Dong-hun)
  -  Champion d'Asie de l'américaine (avec Park Sung-baek)